# André Hercule de Fleury
André Hercule de Fleury (Lodève, 22 de junho de 1653 — Issy-les-Moulineaux, 29 de janeiro de 1743) clérigo e estadista francês, foi primeiro-ministro de facto de Luís XV no período de 1726 a 1743.
Sua longa administração, caracterizada por um conservadorismo prudente, apoiado numa profunda reverência pelo absolutismo de Luís XIV, proporcionou à França uma prosperidade e um prestígio político desconhecidos pelo país desde o apogeu do Rei Sol, mas sua obstinada recusa a toda reforma e o apego que revelou pelo poder macularam sua imagem de forma duradoura. Governante pouco belicoso, mesmo assim, ao falecer, ele deixou a França imersa num conflito longo e ruinoso.

## Biografia

### De Lodève a Fréjus: linhagem, formação e início da carreira
Nascido em Lodève, no Languedoc, em 1653, nos primeiros anos do reinado de Luís XIV, André Hercule de Fleury era filho de Jean de Fleury, o expoente de uma modesta linhagem de financistas, e de Diane de Latreilhe, que pertencia a pequena nobreza provinciana. Seu avô, que recebera em herança um cargo de coletor de talhas, chegara a Lodève, no Languedoc, com recursos modestos. No entanto, mais tarde, ele somaria a sua coletoria de talhas os cargos de Tesoureiro da França e de recebedor dos dízimos de Lodève, que lhe proporcionaram uma importante fortuna.
Como então era comum entre as famílias aristocráticas, ao falecer, Jean de Fleury legou todo o patrimônio familiar a Gabriel, seu filho primogênito, que já era então Presidente do Tribunal das Ajudas (Cour des Aides) de Montpellier. Quanto ao filho mais jovem, André Hercule, este fora destinado à carreira eclesiástica.
Clérigo desde 1766 e padre desde 1679, o jovem André Hercule recebera uma excelente formação junto aos jesuítas na capital francesa, passando depois ao Colégio de Navarra, um dos mais renomados da Universidade de Paris, onde estudou humanidades, e ao Colégio de Harcourt, onde efetuou seus estudos de filosofia. Aluno aplicado e brilhante, ele não encontraria dificuldades em obter o doutorado em teologia pela Sorbonne.
A esta altura, o jovem Fleury já conquistara a proteção de uma das figuras mais poderosas do Languedoc, o Cardeal de Bonsy, arcebispo de Narbona e, em decorrência desta posição, Presidente dos Estados Provinciais. Foi Bonsy quem assegurou ao jovem de apenas dezessete anos um canonicato na Catedral de Montpellier, além de todo um círculo de prestigiosos protetores na Corte de Luís XIV, dentre os quais se contavam os Noailles, os Castries, os Lamoignon e os Villeroy, o Abade de Vintimille, futuro arcebispo de Paris e, sobretudo, Bossuet, clérigo eminente, orador e teórico do absolutismo, cuja influência era considerável. Foi este último quem conseguiu para o jovem Abade de Fleury o posto de Esmoleiro da Rainha.

Em 1685, Fleury fez parte do séquito do Cardeal Janson, embaixador francês junto à Santa Sé, na sua viagem a Roma. Ele soube tirar proveito da ocasião para estabelecer laços pessoais com diversos membros da Cúria, como o Cardeal Albani, futuro papa Clemente XI. 

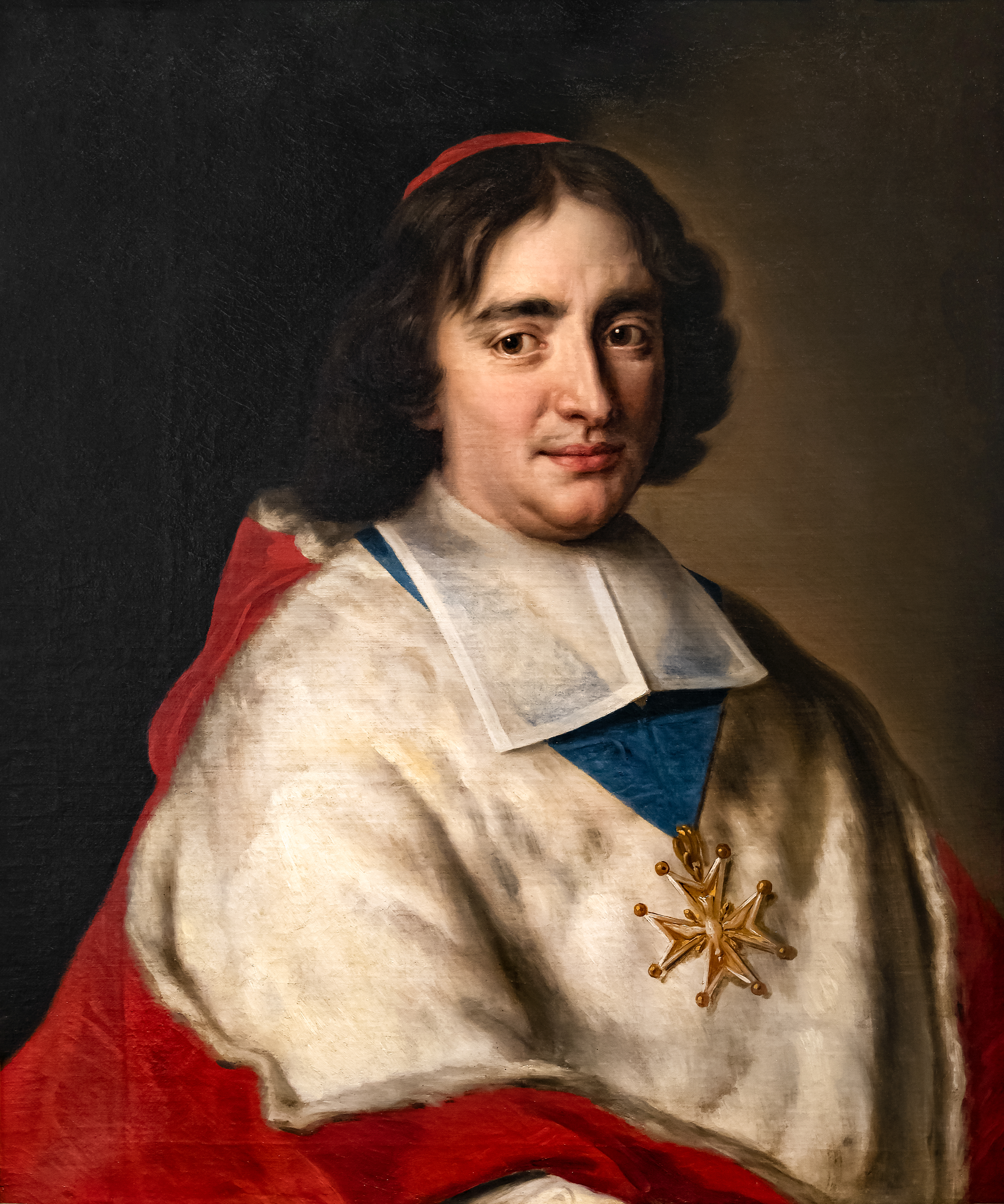
O poderoso Cardeal de Bonsy, alcunhado de "rei do Languedoc", foi quem lançou a carreira do jovem Fleury

De volta a Versalhes, Fleury sofreu o seu primeiro revés: vítima de maledicências ou mesmo de calúnias (embora ninguém possa dizer com segurança qual era a acusação), o abade caiu em desgraça e passou a ser vítima de um forte ressentimento por parte do Rei Sol. Exilado no seu Languedoc natal, foi o intendente da Província, Lamoignon de Bâville, quem conseguiu reabilitá-lo parcialmente junto ao soberano. Como compensação por sua breve desgraça, Fleury recebeu a Abadia de Livoure, na Champagne, cujos rendimentos alcançavam a cifra de 12 mil libras.
Mas como o rei continuasse a alimentar uma obstinada desconfiança em relação a sua pessoa, Fleury teve de esperar longos anos até ser elevado ao episcopado. Nesta época, por força da Concordata de Bolonha – que regia desde 1516 as relações entre a monarquia francesa e a Santa Sé – era o próprio “rei cristianíssimo” quem detinha o poder de prover os benefícios eclesiásticos de seu Estado, cabendo ao papa apenas aceitar ou recusar a sua escolha. Assim, para ser elevado a bispo, todo clérigo deveria, antes de tudo, gozar das boas graças da Corte ou de um bom círculo de pessoas próximas do soberano. Embora não faltassem a Fleury importantes apoios na Corte do Rei Sol, este se recusava obstinadamente a promovê-lo. Foi somente em 1697, quando vagou a modesta sede episcopal de Fréjus, que, cansado dos constantes pedidos em favor do esmoleiro da rainha, Luís XIV finalmente cedeu. Fleury foi consagrado Bispo de Fréjus em Paris, a 22 de novembro de 1699.

### O controverso episcopado em Fréjus
Em Fréjus, Fleury não era apenas o bispo, isto é, o detentor da autoridade espiritual, mas também o titular da senhoria local e, como tal, uma figura investida também do poder temporal, vale dizer, de certas prerrogativas feudais, inclusive, do poder de “baixa justiça”. Embora não tenha negligenciado os assuntos espirituais, exercendo com rigor o seu poder de supervisão sobre o clero local, Fleury parece ter se concentrado, sobretudo, nos negócios temporais.

Em 1701, tivera início a longa e custosa Guerra da Sucessão Espanhola, durante a qual a França de Luís XIV teve que fazer frente a quase toda Europa. Antes aliado do Rei Sol, em 1703, o duque da Saboia e Príncipe do Piemonte, Vítor Amadeu II, decidiu passar para o lado do Imperador. Em 1707, com apoio da frota anglo-holandesa, que havia bloqueado o porto de Toulon, o exército savoiardo penetrou no território francês e assediou a cidade. Fréjus, que estava no caminho do invasor, foi ocupada pelas forças de Vítor Amadeu. Ao invés de partir ou de resistir ao inimigo, o Bispo de Fréjus preferiu oferecer-lhe uma acolhida que, para alguns, foi calorosa a ponto de se aproximar da traição. Embora sua conduta fosse mais tarde justificada como a deferência devida ao “ocupante de um trono”, nem todos se deixaram enganar por este argumento e continuaram a reprovar ao Bispo de Fréjus o fato deste ter se permitido “complacências” em relação ao inimigo. 

Luís XIV nunca conseguiu vencer sua desconfiança em relação ao Bispo de Fréjus. Mesmo assim, terminou por designá-lo preceptor de seu herdeiro

Segundo o testemunho de Saint-Simon, o seu comportamento diante de Vítor Amadeu esteve longe de melhorar a imagem de Fleury aos olhos do rei. Na verdade, este teria ficado furioso, como se todas as suas suspeitas a respeito do prelado tivessem sido confirmadas pelos fatos. Mas as prevenções de Luís XIV contra o Fleury não impediram os muitos amigos deste na Corte de apontá-lo como um candidato adequado ao cobiçado posto de preceptor do Delfim, o futuro Luís XV. A princípio, fiel a seus sentimentos, Luís XIV resistiu com firmeza ao assédio dos cortesãos, mas como Fleury houvesse obtido o apoio da facção de Madame de Maintenon, sua esposa morganática, já no seu leito de morte, o rei, enfim, cedeu.
Obtida com não poucos esforços, a modesta preceptoria do Delfim seria para Fleury um primeiro passo no caminho do poder.

### De preceptor do Rei a Primeiro-Ministro
Quando Luís XIV faleceu, a 1º de setembro de 1715, ele já fora precedido no túmulo pelo seu filho, o Grande Delfim, e por seu neto primogênito, o Duque de Borgonha. Seu segundo neto, o primeiro Duque de Anjou, reinava desde 1701 na Espanha, sob o nome de Filipe V, e seu único bisneto sobrevivente, o segundo Duque de Anjou, tinha então cinco anos. Era exatamente esta criança quem deveria suceder ao Rei Sol, sob o nome de Luís XV.
Como o novo soberano era ainda menor de idade, a regência foi confiada ao Duque de Orleães, seu parente mais próximo depois do rei da Espanha. A regência do Duque de Orleães suscitou viva oposição entre outros parentes do rei, como era o caso do Duque do Maine, filho legitimado do Rei Sol, ou então, do Duque de Bourbon, que pertencia à prestigiosa linhagem dos Bourbon-Condé. E, como não fosse o bastante, apesar de ter renunciado aos seus direitos dinásticos sobre a França, o rei Filipe V da Espanha não se privava de intrigar contra o Regente, na expectativa de um dia vir a substituí-lo e, assim, reunir em suas mãos o governo de ambos os Estados.
Enquanto as facções lutavam entre si, o antigo Bispo de Fréjus, preceptor do monarca, manobrava sutil e habilmente, empenhado, sobretudo, em conquistar a estima de seu pupilo.

A educação proporcionada por Fleury a Luís XV não deixou de suscitar controvérsias. Para alguns, o preceptor não teria feito mais do que “captar a confiança do pequeno príncipe”, de relegar seu pupilo à ignorância para se fazer indispensável e de afastá-lo de qualquer trabalho sério, acentuando com isto sua “indolência natural” e os aspectos mais negativos da sua natureza: timidez, desconfiança e dissimulação. Chaussinand-Nogaret, pelo contrário, julga que
“Bem longe de fazer de seu aluno uma nulidade, ele (Fleury) lhe daria uma formação humanista bastante sólida e empregaria os melhores mestres para ensinar-lhe as matemáticas, as ciências e a dança, reservando a si mesmo essencialmente as lições de latim e o ensino religioso”. (tradução livre)
Bluche, por seu turno, observa que o preceptor, que “amava seu aluno e se fez amar por ele”, cumpria sua tarefa “com tato e sutileza”. 
“Os colaboradores do Senhor de Fréjus (Fleury) ensinavam ao Rei o italiano, muita história e geografia, mas também as matemáticas, a castrametação, um pouco de hidrografia (o que despertaria nele mais tarde bastante interesse pela Marinha!), ótica e desenho. Isto porque o pequeno Luís XV mostrava mais interesse pelas ciências – abstratas ou aplicadas – do que pela cultura humanista. No final, ele seria melhor formado do que Henrique IV, Luís XIII ou Luís XIV. É o lado positivo da influência de Fleury sobre seu discípulo”. (tradução livre)
Um dos professores recrutados pelo preceptor para o rei foi o matemático François Chevallier, cujos cursos no Colégio da França tratavam de matérias tão distintas quanto a geometria, a aritmética, as artes da navegação e das fortificações, a ótica e a perspectiva. Michel Antoine também menciona as aulas práticas de tipografia e as traduções de textos sobre São Luís (rei Luís IX da França), idealizado como monarca modelo. 

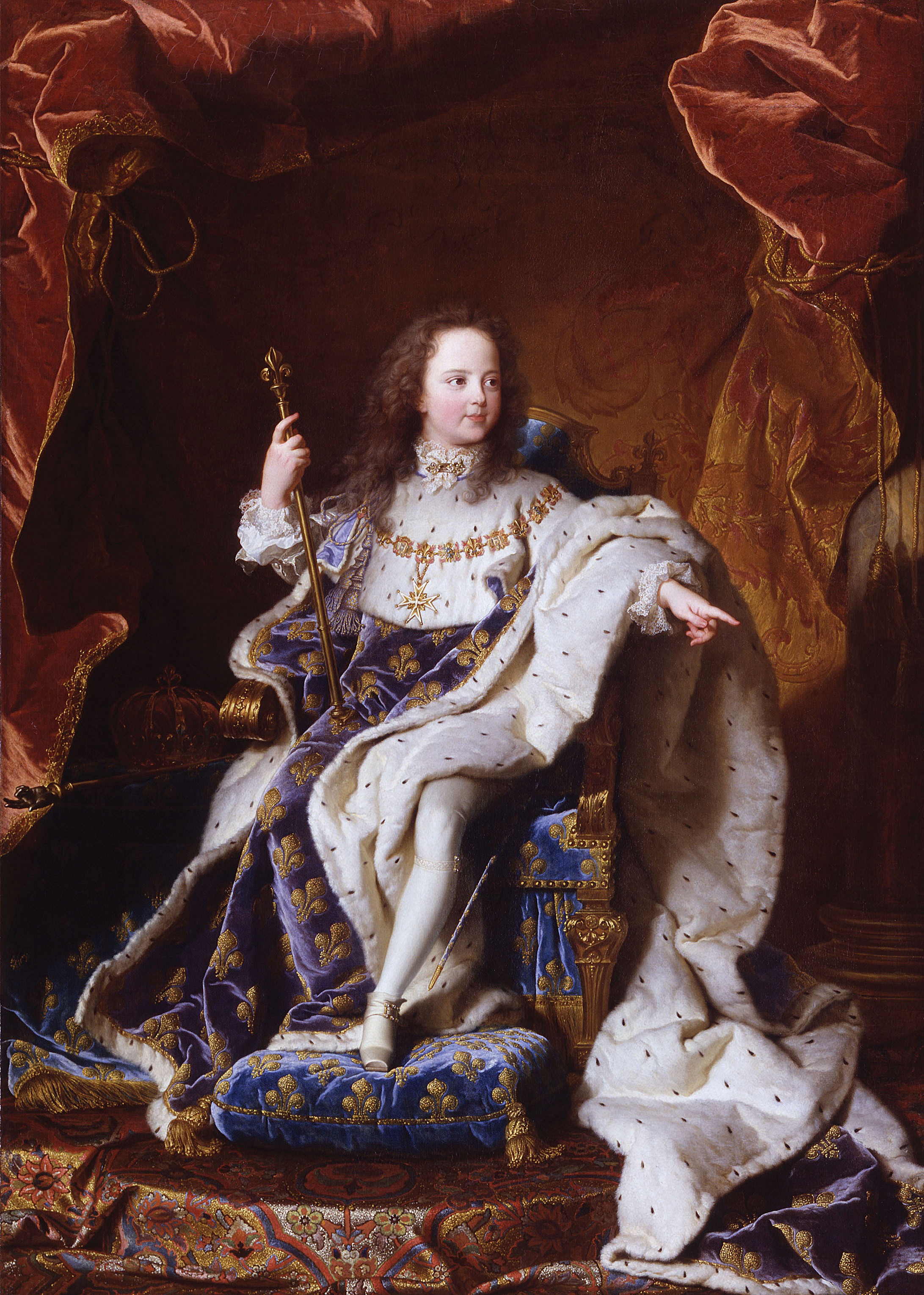
Luís XV, aos cincos anos. Tendo logrado conquistar a estima e confiança de seu pequeno pupilo, que se tornara órfão muito cedo, Fleury asseguraria a si mesmo um prodigioso futuro político

Chaussinad-Nogaret nota, contudo, que se Fleury deu a seu aluno uma educação satisfatória, fazendo dele um bom latinista e um cristão, ele esteve longe de introduzi-lo nos negócios de estado; tratou-se de uma “educação de particular e não formação de rei” (tradução livre). Segundo o historiador, a incapacidade de iniciar seu aluno nos arcanos do poder, decorria do fato de ser o próprio Fleury um ignorante nesta matéria; afinal, até então, ele nunca tivera a oportunidade de se ocupar dos negócios de estado.
De qualquer modo, a confiança e a estima que Fleury soube adquirir junto ao seu pupilo não tardaram em torná-lo um alvo para os detentores do poder. Os primeiros a tentar separá-lo do Rei foram o Regente e o seu primeiro-ministro, o Cardeal Dubois. Muito habilmente, a fim de afastá-lo da Corte, eles ofereceram ao velho prelado a arquidiocese de Reims, a mais prestigiosa da França. O preceptor, porém não caiu na armadilha e, usando como pretexto a idade avançada, recusou o posto.
Em outubro de 1722, Luís XV alcançava a maioridade e, ainda sob a influência do Duque de Orleães, consentiu em manter o Cardeal Dubois como ministro principal. Quando este faleceu, em agosto de 1723, foi o próprio Orleães quem o sucedeu à testa do ministério. No entanto, em dezembro deste mesmo ano, foi a vez do Duque falecer, deixando vaga a chefia do ministério. A fim de substituí-lo, Fleury recomendou ao rei que chamasse outro príncipe de sangue real, o Duque de Bourbon. Mas, a fim de reforçar a própria influência, o antigo preceptor guardou para si a “folha dos benefícios” (em francês: feuille des benefices), isto é, a função de assistir o rei na designação dos titulares dos benefícios eclesiásticos (arquidioceses, dioceses, abadias, etc.), uma posição que lhe permitia constituir uma clientela poderosa, já que os candidatos daquelas prebendas provinham quase sempre da alta nobreza.
Em dezembro de 1725, já enfraquecido pela impopularidade – conforme o juízo contundente de Michel Antoine, “após dois anos de exercício do poder, o Sr. Duque era universalmente detestado” (tradução livre) –, Bourbon resolveu desfazer-se de Fleury, cuja influência sobre o espírito do monarca era por ele pressentida como uma grave ameaça a sua permanência no poder. No entanto, antecipando-se ao perigo, o Cardeal retirou-se bruscamente da Corte e buscou refúgio no Seminário de Saint-Sulpice, em Issy, não longe da capital. Ao fazê-lo, ele provocou tamanha consternação no rei que este ordenou ao Duque de Bourbon que o chamasse de volta.
Ao retornar a Versalhes em triunfo, Fleury pôde então desferir o golpe de misericórdia: a 11 de junho de 1726, ele obteve do soberano a demissão de seu rival. Desta vez, julgando-se já preparado, o antigo preceptor reclamou o poder para si e foi nomeado Ministro de Estado. Ele contava então com 73 anos de idade. Em setembro deste mesmo ano, o Sumo Pontífice o elevaria a dignidade cardinalícia.

### O ministério Fleury (1726-1743)
Após os tumultos da Regência, o ministério de Fleury inaugura uma era de estabilidade governamental: em dezessete anos, não haveria mais do que doze ministros para seis departamentos ministeriais: dois Guardiões do Selo (o equivalente a Ministro da Justiça), três Secretários de Estados nos Negócios Estrangeiros, dois da Guerra, um para a Marinha, um para a Casa Real e dois para as Finanças.
Os ministros eram escolhidos pelo Cardeal e somente se entrevistavam com o Rei na sua presença. Quase todos provinham da nobreza de toga (noblesse de robe), isto é, de linhagens de origem plebeia, enobrecidas pelos serviços prestados à monarquia.
Ao contrário de alguns de seus predecessores, como os Cardeais Richelieu e Mazarino, que haviam reunido fortunas fabulosas, Fleury não parece ter tirado proveito de seu posto para enriquecer a si mesmo ou sua família. Uma exceção foi o título por ele obtido para o sobrinho Jean Hercule Rosset de Rocozels, feito Duque de Fleury.
"Simples e econômico em tudo, sem jamais se desmentir” (Voltaire - tradução livre), o Cardeal gastava os rendimentos de suas abadias em esmolas e vivia essencialmente dos seus proventos de ministro.

#### A recuperação da economia e saneamento das finanças

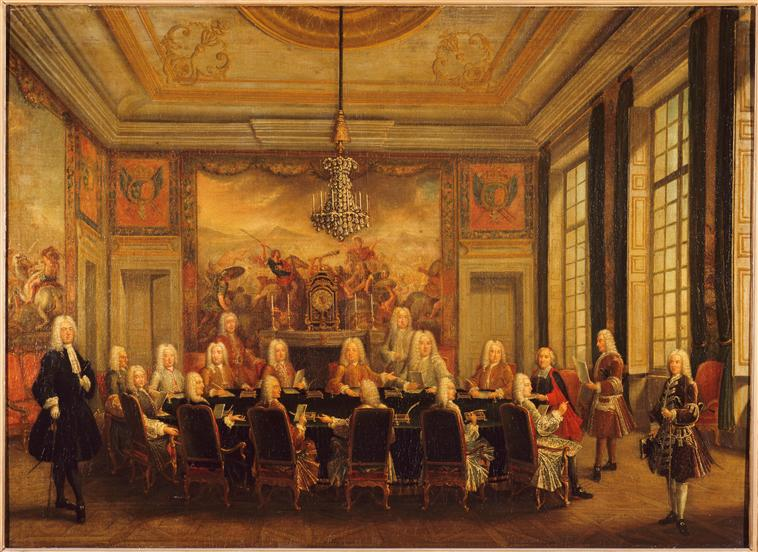
Uma sessão do Conselho Real durante a Regência. Fleury pode ser visto à direita, no segundo plano

A França herdada pelo pequeno Luís XV em 1715 era um país exaurido. Demasiado longa e onerosa, a Guerra da Sucessão Espanhola (1701-1714) havia esgotado o Tesouro e lançado a economia na depressão. Le Roy Ladurie constata mesmo uma crise agrária e uma "bulimia fiscal". Em 1715, a dívida pública se elevava ao montante fabuloso de 1,2 bilhão de libras, com os débitos de curto prazo somando perto de um bilhão. Para cobrir os juros e demais serviços da dívida, não havia nada, já que as receitas disponíveis mal cobriam a metade das outras despesas. Uma declaração real datada de setembro de 1715 pintava o quadro das finanças com cores alarmantes: “não há nenhum dinheiro, nem do Tesouro Real, nem das nossas receitas, para satisfazer as despesas mais urgentes”  (tradução livre).
Se o controle mais estrito das despesas e uma contabilidade pública mais minuciosa contribuíram para melhorar a situação, foram principalmente a conjuntura econômica mais favorável e os efeitos positivos positivos do Sistema de Law que permitiriam, anos mais tarde, uma sensível melhora da situação financeira. Para Michel Antoine, a inflação produzida pelo Sistema provocou, especialmente no mundo rural, uma diminuição generalizada das dívidas, que somada à queda dos juros e à alta dos preços dos gêneros agrícolas, foi um importante fator de expansão. O Tesouro Real teria se beneficiado tanto da depreciação real da dívida pública quanto da recuperação econômica, já que esta produzia um crescimento geral das receitas.
Se, quando Fleury ascendeu ao poder, a situação econômica parecia mais promissora – para constatá-lo, basta dizer que, ao longo do séc. XVIII, enquanto a população crescia apenas 30%, a riqueza nacional quase duplicava – algumas das medidas adotadas pela novo ministério certamente contribuíram para isso. Este foi o caso do édito de 15 de junho de 1726, de autoria do inspetor-geral das finanças (contrôler général des finances, o equivalente a Ministro da Fazenda) Le Peletier des Forts, que consolidava a reforma monetária efetuada em janeiro do mesmo ano, com o propósito de restabelecer a estabilidade da moeda. Para Chaussinand-Nogaret, “[n]enhuma medida seria melhor do que esta para devolver confiança aos credores do Estado, estimular o comércio e tranquilizar os consumidores” (tradução livre).
Outras medidas de Le Peletier des Forts não foram tão bem recebidas pelos franceses, a começar pelo restabelecimento da detestada Arrecadação Geral (Ferme générale), a sociedade privada a qual era arrendada a coleta de certos tributos e direitos da Coroa. Acusado de ser demasiado favorável aos financistas, o ministro foi substituído em 1730 por Philibert Orry, que permaneceria neste posto até 1745.
Não satisfeito em aperfeiçoar a percepção dos impostos e reduzir as despesas, Orry promoveu a construção de uma vasta rede de “calçadas reais”, isto é, de estradas pavimentadas, unindo a capital às províncias. Além de favorecer o comércio e as comunicações, a construção desta rede contribuiria também para converter a Administração das Pontes e Calçadas numa burocracia notavelmente moderna, uma das mais notáveis do Antigo Regime. Foi ainda Orry quem determinou os primeiros inquéritos sistemáticos sobre a economia francesa, que proporcionaram preciosas informações à administração real, inclusive sobre o bem-estar das populações locais.

#### A luta contra o jansenismo e a difícil coexistência com as Luzes
Uma das políticas mais controversas de Fleury teve como objeto o jansenismo, uma doutrina católica especialmente popular na França, que o papa Clemente XI (o antigo Cardeal Albani, amigo de Fleury) condenara formalmente em 1713, por meio da bula Unigenitus. Intransigente na defesa da ortodoxia, Fleury promoveria uma repressão particularmente dura na capital, onde boa parte dos clérigos era favorável ao jansenismo.

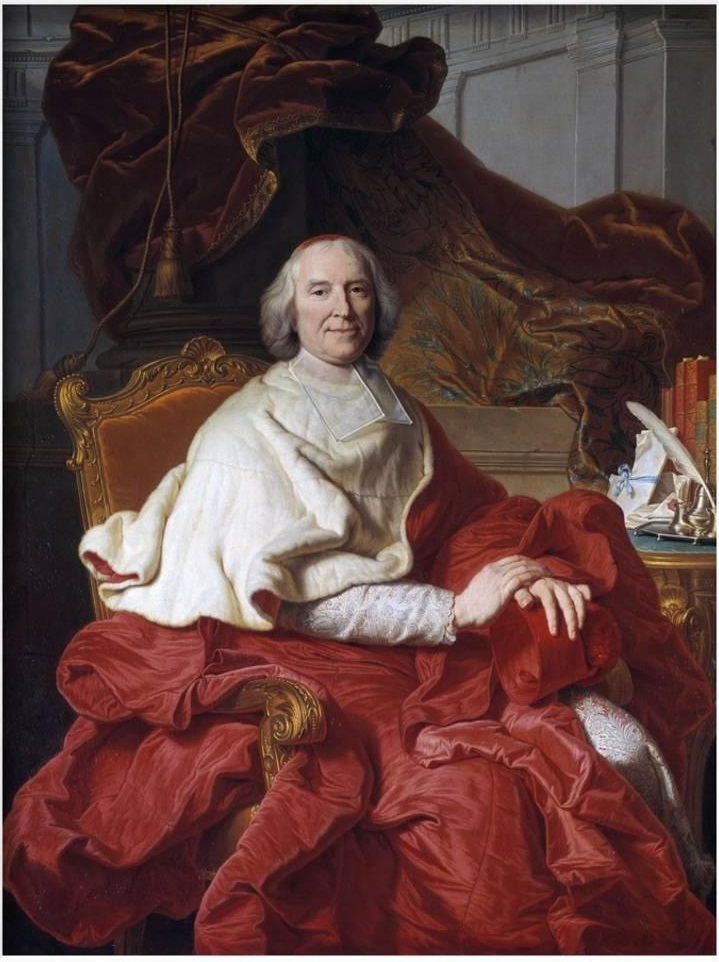
O Cardeal Fleury por Rigaud. Elevado à dignidade cardinalícia em 1726, Fleury reteria o poder até a morte

No seu zelo intransigente, o cardeal chegou a fazer com que fosse convocado um concílio provincial em Embrun, a fim de condenar e suspender de suas funções o Bispo de Senez, Jean Soanen, um clérigo estimado por sua devoção, pureza de costumes e reputação de piedade, medida que mostrou-se ainda mais escandalosa pelo fato da presidência do Concílio ser confiada a um dos prelados mais desacreditados da França, o Cardeal de Tencin, que tinha a fama de ser corrupto e libertino. E, como não fosse o bastante, após ser suspenso, Soanen foi ainda objeto de uma lettre de cachet, que o exilou na Abadia de Chaise-Dieu, onde permaneceu até o fim de seus dias.
Esta política esbarrou na firme oposição do Parlamento de Paris, onde não eram poucos os adeptos do jansenismo. Além disso, julgando-se defensores do “galicanismo”, isto é, da autonomia da Igreja francesa perante a Santa Sé, os parlamentares não se furtaram a obstruir por todos os meios possíveis a política religiosa do ministério, suscitando assim um conflito que perduraria durante quase todo o reinado de Luís XV e que desgastaria profundamente as relações entre a monarquia e o Parlamento.
No seu convívio com as novas ideias, Fleury demonstrou uma bonomia que, segundo Chaussinand-Nogaret, era menos produto da indulgência do que da falta de lucidez. Falta de lucidez que a censura oficial mostraria ao banir as Cartas Inglesas (Lettres anglaises), de Voltaire, ao mesmo tempo em que eram poupadas obras igualmente sulfurosas, como as Cartas sobre os Parlamentos (Lettres sur les parlements), de Boulainvilliers.
Outro exemplo desta mesma falta de lucidez seria exibida pelo próprio Fleury no célebre caso do Entresol.
O Entresol foi uma pequena sociedade informal, organizada em 1720 pelos Abades Alary e de Saint-Pierre, inspirada em alguns clubes ingleses da época, onde eram discutidas as mais diversas matérias, inclusive questões económicas e políticas. Suas conferências e debates tiveram como assistentes habituais gente como Montesquieu, Helvétius, os marqueses de Balleroy e de Lassay, os Abades de Bragelonne e de Pomponne, os Marechais de Coigny de Matignon, o Conde de Verteillac, o Duque de Noirmoutier e, até mesmo, dois futuros ministros de Luís XV, os marqueses de Argenson e de Saint-Contest. O próprio Alary fora sub-preceptor de Luís XV, ao passo que Saint-Pierre era um dos intelectuais mais fecundos e originais da época. Insignes intelectuais britânicos, como Horace Walpole, o chevalier de Ramsay e Lorde Bolingbroke, também tomaram parte de das sessões do Entresol, assim como Mesdames Du Deffand, de Luxembourg, de Pont de Veyle, de Rochefort, Bernin de Valentinay, d’Usés e de Forcalquier. Entretanto, por mais moderado que fosse o conteúdo de suas discussões, convencido de que o Entresol era um foco de oposição a sua administração, o Cardeal proibiu expressamente suas reuniões em 1731.
Por volta do ano de 1737, o ministério conduziu também uma política antimaçónica e cuidou para que várias “lojas” fossem fechadas.
No entanto, por mais autoritárias ou retrógradas que fossem as predisposições do Cardeal, o fato é que o seu período de governo coincide com uma fase de exuberância intelectual digna de nota e que nem mesmo um crítico severo, como Chaussinand-Nogaret, ousa negar, mesmo que sem atribuí-la à ação do ministério e, sim, à ineficácia e impotência da censura.

#### A política estrangeira e a aquisição da Lorena
No campo das relações exteriores, o ministério do cardeal herdou da Regência uma política resolutamente pacifista, fundada na entente entre a França e sua velha rival, a Inglaterra. Pouco propenso a aventuras neste campo, Fleury parecia decidido a manter a paz e contava para tanto, com a boa vontade do primeiro-ministro inglês, Robert Walpole. Todavia, o magistrado que ele colocara à frente do Departamento dos Negócios Estrangeiros, Germain-Louis Chauvelin, marquês de Grosbois, era dogmático no seu apego à antiga política anti-austríaca de Richelieu e Mazarino e, ignorando que a Áustria deixara de ser de facto um perigo para a França, parecia determinado a renová-la.
Em fevereiro de 1733, morreu o rei Augusto II da Polônia (também Príncipe-Eleitor da Saxônia, sob o nome de Frederico Augusto I), um firme aliado das vizinhas Áustria e Rússia. Como a Polônia era uma monarquia eletiva, ambas as potências logo se puseram de acordo para impor à Dieta polaca o candidato mais adequado aos seus interesses, que era exatamente o filho do monarca falecido, o príncipe-eleitor Frederico Augusto II da Saxônia.
Mas Chauvelin, o Secretário dos Negócios Estrangeiros, acreditava que a França tinha necessidade de um aliado oriental para, se necessário, atacar a Áustria pela retaguarda. Ora, como o sogro de Luis XV era ninguém menos que Estanislau Leczinski, antigo rei da Polônia, destronado por Augusto II, o monarca que acabara de falecer, não faltava ao rei da França um pretexto para imiscuir-se na sucessão polaca. Assim, enquanto Áustria e Rússia cuidavam de invadir o território polonês para impor o nome de Frederico Augusto, a França tomava o partido de Leczinski e, a fim de recolocá-lo no Trono, também punha em movimento suas tropas.

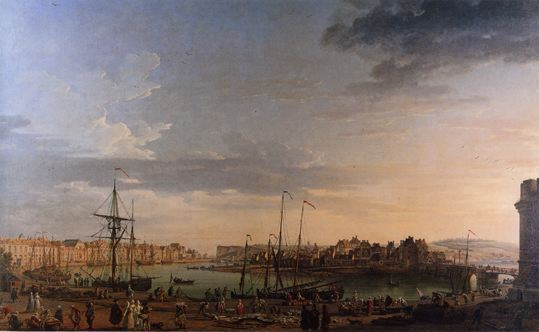
Vista do porto de Dieppe, de Joseph Vernet. Durante a primeira metade do século XVIII, o comércio exterior da França viveu um progresso notável

Assim teve início a Guerra da Sucessão Polonesa, que duraria apenas dois anos. As derrotas das forças austríacas na Itália e Renânia permitiram que, em 1735, fossem firmadas as Preliminares de Viena, favoráveis à França: Frederico Augusto foi reconhecido por Luís XV como rei da Polônia, mas, em contrapartida, o Duque da Lorena e de Bar, a quem fora prometida a mão de Maria Teresa, herdeira da Áustria, aceitou renunciar a seus Estados em favor de Estanislau Leczinski. Como o sucessor de Leczinski seria o próprio rei da França, esta troca assegurava a futura incorporação da Lorena ao território francês. E, como compensação pelo abandono de seus ducados, o duque Francisco da Lorena foi reconhecido como sucessor de João Gastão de Médici, grão-duque da Toscana, que não tinha herdeiros do sexo masculino.

Após este conflito, as relações entre a França e Inglaterra se degradaram rapidamente. Segundo coincidem Michel Antoine e Chaussinand-Nogaret, invejosa do rápido progresso do comércio francês, Londres resolveu transferir para o campo militar a rivalidade econômica entre ambas as nações. Efetivamente, mesmo que houvesse outros fatores para o conflito, o fato é que, como demonstra François Crouzet, o período de 1713 a 1755 foi marcado por uma expansão particularmente forte das exportações francesas. 
“As exportações francesas mais que dobraram de valor de 1726/30 a 1751/55, com uma taxa de crescimento de 3,5% ao ano, contra 1,5% do lado inglês. Em volume (série de J. Riley), a taxa de crescimento foi de 2,3%. No conjunto do período 1716/20-1751/55, as exportações francesas triplicaram, com uma taxa de crescimento de 2,3% ao ano.” (tradução livre) 
Como não fosse o bastante, Fleury conseguira reaproximar França e Espanha, aliança que parecia ameaçar os interesses britânicos no Ultramar.
Foi, portanto, neste exato momento, quando se agravava a rivalidade franco-britânica nas colônias e nos mares, que os preconceitos anti-austríacos, sempre fortes em Versalhes, passaram também a ser alimentados pela Espanha, que esperando tirar proveito de uma nova guerra contra a Áustria para recuperar sua perdida hegemonia na Itália, contava arrastar Paris para este conflito. Nem mesmo a queda de Chauvelin, do qual Fleury havia se desembaraçado em 1737, serviu para eliminar a tradicional antipatia francesa contra Viena. 
Em outubro de 1740, faleceu o imperador Carlos VI. Como os Habsburgos não dispunham de nenhum herdeiro varão, o Imperador havia deixado todos os seus Estados a sua filha primogênita, a arquiduquesa Maria Teresa da Áustria, esposa de Francisco da Lorena. 
Nos anos que haviam precedido sua morte, o Imperador cuidara para que as dietas (parlamentos) dos seus Estados e as potências estrangeiras reconhecessem a Sanção Pragmática como lei fundamental da monarquia austríaca. Por meio deste diploma, eram reconhecidas a união perpétua dos Estados governados pelos Habsburgos e a arquiduquesa Maria Teresa da Áustria como sucessora de Carlos VI. Até então, como em quase toda Europa Central, a monarquia austríaca adotava o direito sálico, que impedia as mulheres de herdarem ou de transmitirem direitos ao Trono. O que fazia da Sanção Pragmática um texto controverso era exatamente a quebra desta tradição. 

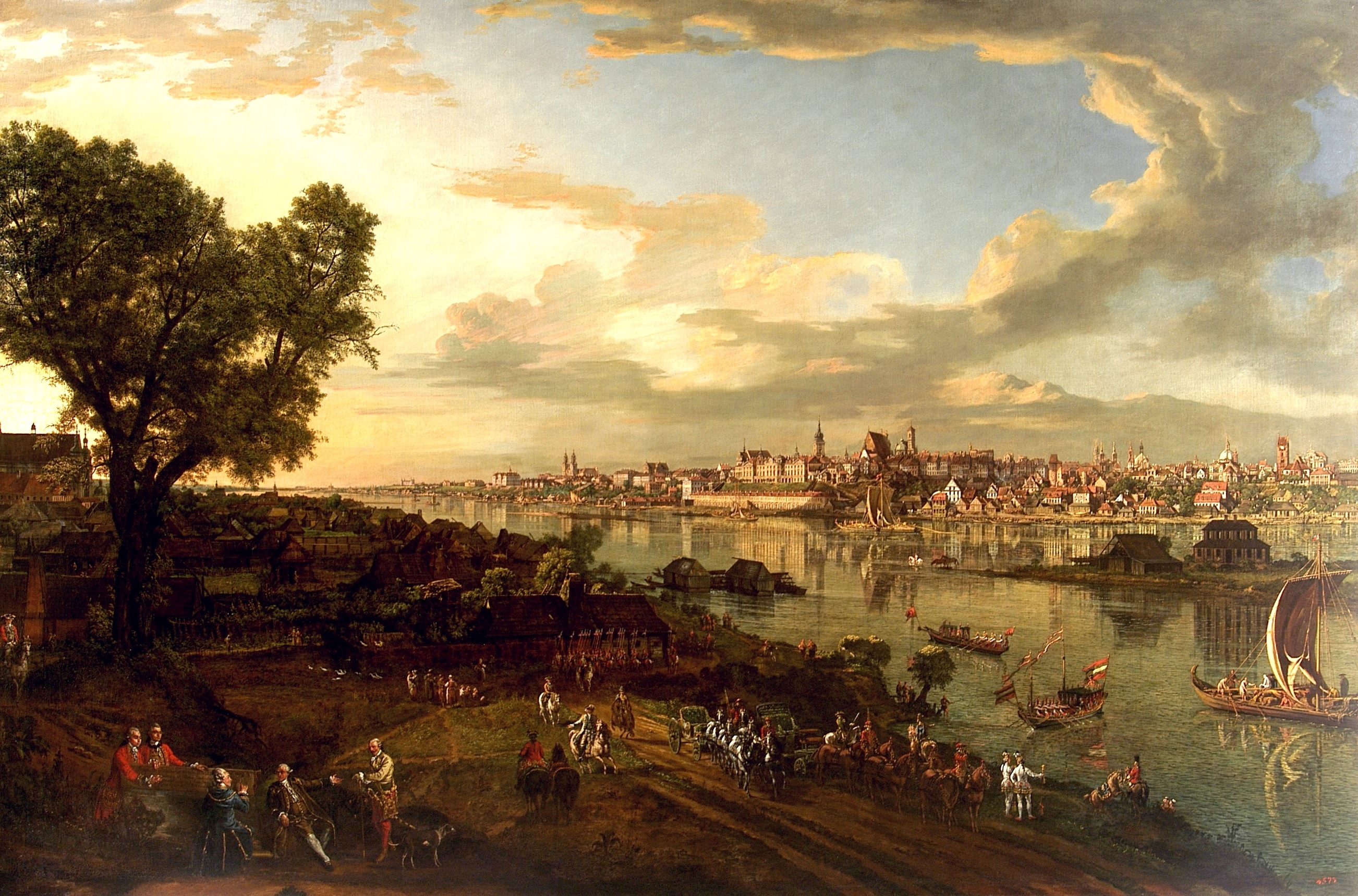
Vista de Varsóvia, de Bernardo Belotto. Foi por meio da Guerra da Sucessão Polonesa, que Fleury conseguiu assegurar a anexação da Lorena à França.

A despeito disso, Carlos VI conseguira que boa parte das potências europeias reconhecessem a validade daquele diploma. Contudo, ao falecer bruscamente em 1740, pouco depois de uma vergonhosa derrota perante os otomanos na Guerra Austro-Turca de 1737-1739, Carlos VI deixara a monarquia austríaca debilitada o suficiente para encorajar seus inimigos ou, simplesmente, quem pudesse tirar proveito da situação. O primeiro a fazê-lo foi o rei da Prússia, Frederico II, que cobiçava a Silésia, a mais rica possessão austríaca. Pouco após a morte do Imperador, ele invadiu esta província. Depois foi a vez da França. Como receava que, uma vez eleito Imperador, Francisco da Lorena se empenhasse na recuperação da Lorena, uma ameaça intolerável para a França, Fleury resolveu também agir contra a Áustria.
Foi assim que a França associou-se a vários Estados alemães, a começar pela Prússia e Baviera, para desconhecer os direitos de Maria Teresa. A Grã-Bretanha, que, como vimos, já estava indisposta contra a França, não tardou em vir em socorro da arquiduquesa e, assim, teve início a longa e custosa Guerra da Sucessão Austríaca, que só terminaria oito anos mais tarde. Fleury não veria o fim desta autêntica conflagração europeia, pois veio a falecer a 29 de janeiro de 1743.

### Fleury e o julgamento da história
O Cardeal Fleury teve direito a obséquias grandiosas e a uma oração fúnebre repleta de lisonjas a sua memória. Mas tanto o juízo dos contemporâneos quanto o da história nem sempre foram favoráveis ao ministro.

Voltaire, que sofrera não poucas vexações da parte do Cardeal, foi, mesmo assim, honesto o bastante para reconhecer sua austeridade: 
“60 mil libras de renda, que lhe rendiam dois benefícios, 20 mil libras, que lhe valiam o seu lugar no Conselho, e 15 mil dos Correios compunham toda sua renda, da qual ele separava metade para fazer o bem, reservando a outra para manter uma casa módica e uma mesa frugal. (…) Esta simplicidade, que serviu a sua reputação e a sua sorte, não era um esforço de sua alma. Os homens não fazem nunca esforços tão duradouros”. (tradução livre)
Para o filósofo, a despeito de ser desprovido de grandes ideias, o Cardeal foi um governante capaz de grandes realizações, sobretudo pela “arte de se deixar conduzir pelos acontecimentos”.
O Duque de Saint-Simon, célebre memorialista, que não perdoava a Fleury as suas origens modestas, fez do ministro um julgamento muito mais severo. Mas é difícil esperar que ele pudesse agir de outro modo, já que fora o Cardeal quem o expulsara da Corte. Além disso, o Duque foi, sob um ponto de vista aristocrático e regressivo, um crítico severo do absolutismo de Luís XIV, ao passo que Fleury fez o possível para reviver aquele mesmo regime.
O Cardeal Bernis, que também foi Ministro de Estado, escreveu sobre o Cardeal que este “gostava de gente medíocre”. Mesmo assim, ele reconhecia que, sob o ministério de Fleury “o Conselho Real tinha mais autoridade e mantinha melhor o sigilo; os grandes corpos do Estado eram mais submissos, os ministros do Rei eram mais respeitados e a própria França, mais respeitável” (tradução livre).
Outro ministro, Argenson, que reprovava em termos duros a Guerra da Sucessão Austríaca, tampouco deixou de reconhecer que, no tempo do Cardeal, “a França era calma no interior e gloriosa no exterior” (tradução livre).
O juízo de Chaussinand-Nogaret, biógrafo de Fleury, é claramente depreciativo; para ele, o Cardeal foi um “falso grande homem” (tradução livre), no qual devem ser reprovados, sobretudo, a hostilidade a toda mudança e o excessivo apego ao poder.

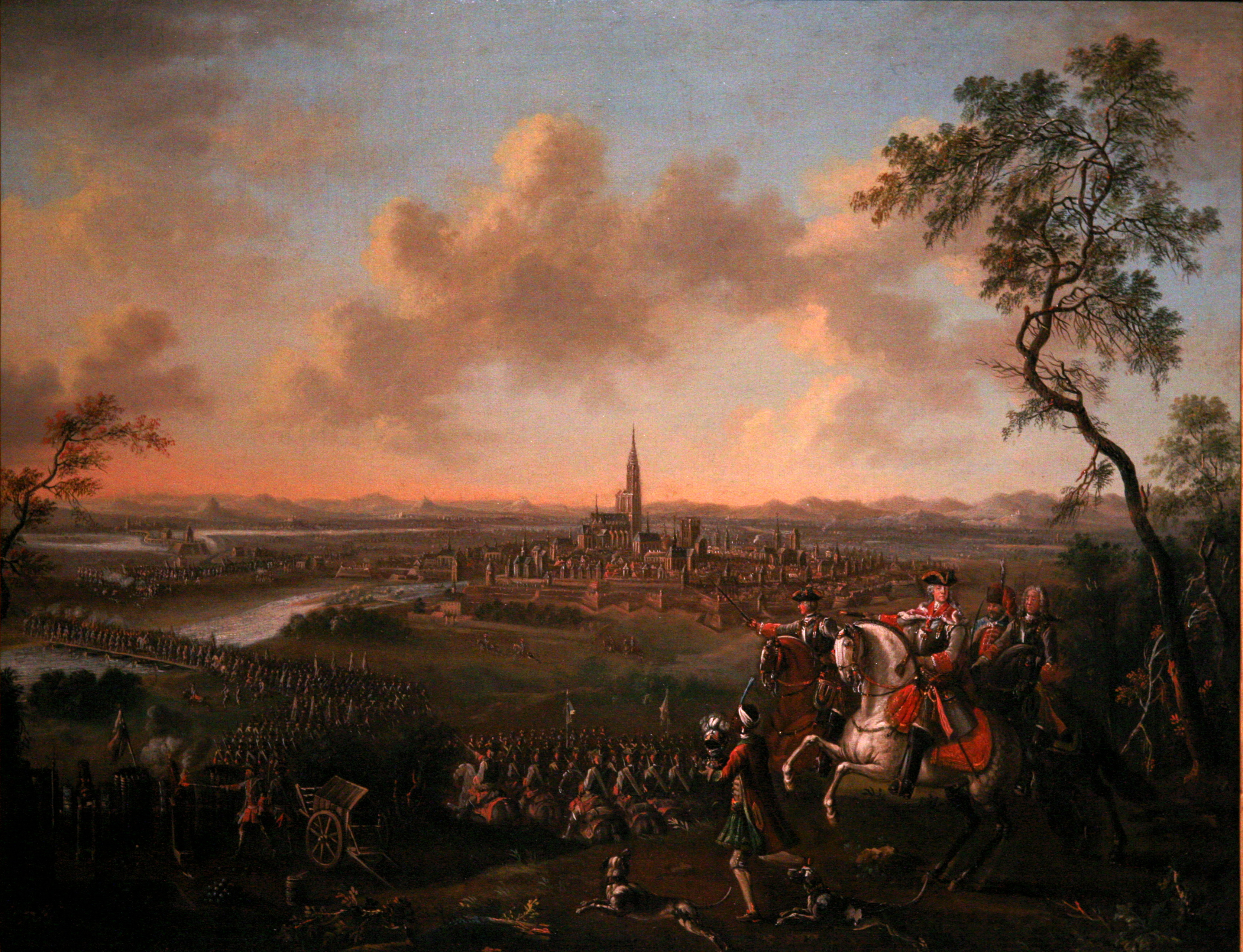
O Príncipe da Lorena cruza o Reno diante de Estrasburgo. Fleury não viveu para ver o fim da Guerra da Sucessão Austríaca, que lançaria a França numa profunda crise financeira

Bluche é menos rigoroso, mas sua avaliação tampouco chega a ser positiva, principalmente no campo da política externa. Segundo ele, o Cardeal teria comprado por um preço alto demais a paz anglo-francesa, irritado a Espanha, retardado o Pacto de Família (aliança entre os Estados governados pela Casa de Bourbon) e indisposto a França com a Áustria, desarmado os portos franceses e "acentuado o declínio de uma bela Marinha de Guerra".
Michel Antoine, pelo contrário definiu o Cardeal como “não só um velho e fiel amigo (de Luís XV), mas um grande ministro, fato do qual ninguém, salvo o Rei, soube se dar conta”. Mesmo o historiador, porém, reconhece que, ao lançar a França num “conflito arcaico” – a Guerra da Sucessão Austríaca – Fleury deixou de preparar o país para o duelo que realmente importava e que definiria o seu futuro, aquele com a Grã-Bretanha.
Por fim, a opinião de Le Roy Ladurie, para quem a administração do Cardeal - que ele qualifica de "velhote ridículo" - teria resultado da "transição conservadora" realizada no período da Regência. Esta transição, caracterizada por reformas importantes, teria sido necessariamente acompanhada de "acessos momentâneos de neo-autoritarismo", "freadas e "contramarchas" cujo propósito seria o de impedir que, sob o efeito de uma liberalização excessiva ou rápida demais, o sistema se destruísse. Uma contramarcha a qual não teria faltado nem mesmo um toque repressivo, expresso na perseguição ao jansenismo.

### Honras
Cardeal de Fleury foi eleito em 1717 para a Academia Francesa; acadêmico honorário da Académie des sciences em 1721; sócio honorário da Académie des Inscriptions et Belles-Lettres em 1723.